# Густав Кафка
Густав Кафка (на немски: Gustav Kafka) е австрийски философ и психолог.

## Биография
Роден е на 23 юли 1883 година във Виена, Австрия. Започва обучението си през 1902 г. във Виена, Гьотинген и Лайпциг, и завършва през 1906 г. През 1911 г. се хабилитира в Мюнхен (с дисертация на тема „Versuch einer kritischen Darstellung der neueren Anschauungen über das Ichproblem“), а през 1915 г. става доцент.
През Първата световна война организира психотехническата служба на австрийската армия. След войната преподава в катедрата по приложна психология на Мюнхенския университет. От 1923 г. е професор по философия и педагогика във Висшето техническо училище в Дрезден. Между 1929 и 1933 г. е член на управителния съвет на дружеството на германските психолози. През Втората световна война емигрира. След 1947 г. ръководи катедрата по философия и психология на Вюрцбургския университет, през 1950 – 1951 г. е декан на факултет, след което се пенсионира.
Синът му Густав-Едуард Кафка е социолог и юрист.